# Hugo Pottebaum
Hugo Pottebaum (* 29. März 1907 in Ostbevern; † 30. Oktober 1979 in Münster) war ein deutscher Kommunalpolitiker und ehrenamtlicher Landrat (Zentrum und CDU).

## Leben und Beruf
Nach dem Schulbesuch studierte er von 1927 bis 1931 Mathematik, Biologie und Physik. 1941 promovierte er zum Dr. rer. nat. Er war bis zu seiner Pensionierung im Schuldienst, zuletzt als Oberstudiendirektor tätig.
Pottebaum war verheiratet und hatte vier Kinder.

## Abgeordneter
Dem Kreistag des Kreises Münster gehörte er von 1948 bis zur Auflösung im Rahmen der Gebietsreform am 31. Dezember 1974 an. Ab Januar 1975 bis 1979 war er Mitglied des Rates der Stadt Münster.
Von 1953 bis 1975 war Pottebaum Mitglied der Landschaftsversammlung des Landschaftsverbandes Westfalen-Lippe.

## Öffentliche Ämter
Vom 15. November 1948 bis zum 31. Dezember 1974 war er Landrat des ehemaligen Kreises Münster. Pottebaum war in verschiedenen Gremien des Landkreistages Nordrhein-Westfalen tätig.

## Sonstiges
Am 13. November 1968 wurde ihm das Große Verdienstkreuz der Bundesrepublik Deutschland verliehen. Neben dieser Auszeichnung erhielt Pottebaum nach verschiedene andere Auszeichnungen, so z. B. das Ritterkreuz des päpstlichen Gregoriusordens und die Paulus-Plakette des Bistums Münster.
In Münster-Handorf wurde der Hugo-Pottebaum-Platz (ehem. Kirchplatz) nach ihm benannt.